# Список лідерів кінопрокату України 2012
Список лідерів кінопрокату України 2012 містить анотоване перерахування лідерів бокс-офісу України для фільмів, що вперше вийшли в український кінопрокат протягом календарного року 2012 та які за всю свою прокатну історію в Україні зібрали суму у понад $1 млн. 
Список включає збори, зароблені фільмами під-час продажу квитків у кінотеатрах; прибуток від VHS/DVD/Blu-Ray/Video-on-demand, показу на ТБ тощо не враховується. Суми вказуються у доларах США і не враховують інфляцію. Якщо не вказано іншого джерела, суми касових зборів наведені за даними сайту Box Office Mojo.
| #  | Назва фільму                                 | Країна                                  | Збори в Україні, $ |
| -- | -------------------------------------------- | --------------------------------------- | ------------------ |
| 1  | Мадагаскар 3                                 | США                                     | 4 861 381          |
| 2  | Льодовиковий період 4: Континентальний дрейф | США                                     | 4 513 729          |
| 3  | Хоббіт: Несподівана подорож                  | Нова Зеландія, Велика Британія, США     | 3 987 033          |
| 4  | Люди в чорному 3                             | США                                     | 3 811 177          |
| 5  | Сутінки. Сага. Світанок: Частина 2           | США                                     | 3 346 807          |
| 6  | Джон Картер: Між двох світів                 | США                                     | 2 826 302          |
| 7  | Три богатирі на далеких берегах              | Росія                                   | 2 537 993          |
| 8  | 007: Координати «Скайфолл»                   | Велика Британія, США                    | 2 508 384          |
| 9  | Ржевський проти Наполеона                    | Росія, Україна                          | 2 506 634          |
| 10 | Месники                                      | США                                     | 2 372 960          |
| 11 | 8 перших побачень                            | Росія                                   | 2 097 476          |
| 12 | Морський бій                                 | США                                     | 1 994 042          |
| 13 | Хмарний атлас                                | Німеччина                               | 1 888 105          |
| 14 | Третій зайвий                                | США                                     | 1 831 576          |
| 15 | Нова Людина-павук                            | США                                     | 1 773 289          |
| 16 | Монстри на канікулах                         | США                                     | 1 772 679          |
| 17 | Вартові легенд                               | США                                     | 1 749 620          |
| 18 | Прометей                                     | США                                     | 1 685 878          |
| 19 | Гнів Титанів                                 | США, Іспанія                            | 1 667 885          |
| 20 | Оселя зла: Відплата                          | США, Канада, Німеччина                  | 1 546 450          |
| 21 | Джунглі                                      | Росія                                   | 1 463 441          |
| 22 | Темний лицар повертається                    | США, Велика Британія                    | 1 364 122          |
| 23 | Нестримні 2                                  | США                                     | 1 355 003          |
| 24 | Білосніжка та мисливець                      | США                                     | 1 237 882          |
| 25 | Відважна                                     | США                                     | 1 159 275          |
| 26 | Американський пиріг: Знову разом             | США                                     | 1 131 508          |
| 27 | Отже, війна                                  | США                                     | 1 103 234          |
| 28 | Лоракс                                       | США                                     | 1 045 174          |
| 29 | Дівчина з тату дракона                       | США, Швеція, Велика Британія, Німеччина | 1 031 005          |
| 30 | Титанік                                      | США                                     | 1 026 724          |
| 31 | Подорож 2: Таємничий острів                  | США                                     | 1 015 569          |
| 32 | Духless                                      | Росія                                   | 1 006 250          |